# Marconi Volley (maschile)
La Marconi Volley è una società pallavolistica maschile italiana con sede nella città di Spoleto.

## Storia

La Marconi al debutto in Serie A1, con l'originaria divisa gialloverde, nella stagione 1988-89.

La società nasce nel 1966 nel quartiere spoletino di Passo Parenzi, in via Guglielmo Marconi, andando a disputare nell'immediato campionati locali prima e regionali poi. Con l'arrivo del patron e sponsor Elvio Venturi il club, che in questi anni adotta i colori gialloverdi, inizia a scalare le categorie nazionali. Nel 1984 raggiunge la Serie B, cui segue nel 1987, con Carmelo Pittera in panchina, l'approdo in Serie A2 e la vittoria della Coppa di Lega.
L'anno seguente arriva per la Marconi il debutto in Serie A1, campionato dove gioca pressoché stabilmente fino al 1993; alla retrocessione del 1990 segue l'immediato ritorno in massima serie grazie alla vittoria del campionato di A2 1990-91, preludio alla stagione 1991-92 in cui la matricola umbra, allenata da Raúl Lozano, ottiene il migliore risultato della sua storia raggiungendo i quarti di finale dei play-off scudetto, dov'è eliminata dal Treviso.
Dopo due campionati di A2, la retrocessione in B del 1995 chiude un'epoca per la Marconi, che per il successivo decennio è relegata nella categorie minori. Grazie al sopraggiunto impegno di Monini, tra il 2005 e il 2008 c'è un primo ritorno alla ribalta nazionale per la squadra, nel frattempo passata alle tinte gialloblù, che disputa tre campionati di A2 condotti tuttavia tra salvezze e ripescaggi, e culminati con un declassamento in Serie B1 cui segue, poco dopo, la ripartenza del sodalizio dalla Serie C.
La Marconi deve attendere la vittoria del campionato di B1 2015-16 per poter calcare nuovamente i campi di A2. Stavolta l'esperienza in seconda serie ha un piglio diverso per gli spoletini che raggiungono costantemente i play-off promozione, fallendo il ritorno in massima serie nelle stagioni 2016-17 e 2017-18 solo in finale, perse rispettivamente contro la New Mater e l'Emma Villas.
Al termine del campionato 2018-19 la società palesa la rinuncia alla A2 e contestuale disimpegno della prima squadra, con un prosieguo dell'attività orientato sul settore giovanile; viene quindi instaurata una collaborazione con i corregionali della Sir Safety Perugia, volta alla nascita una squadra comune (Sir Safety Monini) formata dai migliori elementi under dei due club e iscritta alle categorie minori.